# Hans-Karl Loewer
Hans-Karl Loewer (* 7. März 1902 in Breslau; † nach 1941) war ein deutscher Bannführer der HJ.

## Leben
Hans-Karl Loewer trat im März 1935 in die NSDAP (Mitgliedsnummer 1.664.822) ein. Ab April 1938 war er Unterbannführer und wurde später Bannführer. Als solcher war er als Nachfolger von Georg Roedenbeck kommissarisch Leiter der Hauptabteilung Marine im Amt für körperliche Ertüchtigung. Im November 1938 erhielt er den HJ-Führerdolch. Ab 1939 war er Hauptreferent für die Marine-HJ im Amt für körperliche Ertüchtigung. Die Marine-HJ war 1935 als eigenständige Sonderformation eingerichtet worden. Zum Ehrenführer ernannte Reichsjugendführer Baldur von Schirach den Vizeadmiral a. D. Adolf von Trotha. Neben Loewer hatten die Seeoffiziere Roedenbeck (bis April 1939, dann wieder in der Kriegsmarine aktiv) und Helmut Leißner (ab Mai 1939) die eigentliche Führung inne und sorgten für eine enge Bindung der Marine-HJ an die Kriegsmarine.
Loewer wurde an die Front kommandiert, kehrte aber 1941 nach Deutschland zurück und war im Amt für Wehrertüchtigung des Reichsjugendführers zuständig für die Marine-HJ und HJ-Verbindungsführer zur Kriegsmarine, zur Reichsverkehrsgruppe Seeschiffahrt, zum Deutschen Nautischen Verein, zum Deutschen Schulschiff-Verein, zur Gesellschaft Hamburgischer Schiffsbauversuchs-Anstalt, zum Reichbund Deutscher Seegeltung und zur Schiffbautechnischen Gesellschaft.
Über die Umstände seines Todes ist nichts bekannt.

## Werke (Auswahl)
- Bannführer in der Reichsjugendführung: Die Sondereinheiten der Hitler-Jugend: Marinedienst und Seegeltung. In: Das Junge Deutschland, Jahrgang 1941, Heft 4, S. 202–204.